# Timothy Munnings
Timothy Munnings, né le 22 juin 1966 à Nassau, est un athlète bahaméen spécialiste du 400 mètres.
Sélectionné à plusieurs reprises dans l'équipe du relais 4 × 400 m des Bahamas, il termine septième des Jeux olympiques d'Atlanta, en 1996, et obtient ce même résultat lors des Championnats du monde de Séville, en 1999.
En 2001, il se classe deuxième des Championnats du monde d'Edmonton aux côtés de Avard Moncur, Chris Brown et Troy McIntosh. En 2008, les Bahamas récupèrent la médaille d'or à la suite de la disqualification de l'équipe des États-Unis, pour dopage d'Antonio Pettigrew.
Son record personnel sur 400 m est de 45 s 81, établi le 23 juin 2001 à Nassau.

## Palmarès
| Année | Compétition                    | Lieu           | Place | Épreuve   |
| ----- | ------------------------------ | -------------- | ----- | --------- |
| 1996  | Jeux olympiques                | Atlanta        | 7e    | 4 × 400 m |
| 1999  | Championnats du monde          | Séville        | 7e    | 4 × 400 m |
| 2001  | Championnats du monde          | Edmonton       | 1er   | 4 × 400 m |
| 2002  | Jeux du Commonwealth           | Manchester     | 3e    | 4 × 400 m |
| 2003  | Jeux panaméricains             | Saint-Domingue | 5e    | 4 × 400 m |
| 2004  | Championnats du monde en salle | Budapest       | 5e    | 4 × 400 m |